# Fürfeld
Fürfeld là một đô thị thuộc huyện Bad Kreuznach trong bang Rheinland-Pfalz, phía tây nước Đức. Đô thị Fürfeld có diện tích 12,48 km², dân số thời điểm ngày 31 tháng 12 năm 2006 là 1575 người.